# Homosexualität in Frankreich

Geografische Lage von Frankreich

Frankreich gilt als liberaler Staat, wenn es um das Thema Homosexualität geht. Seit Februar 2013 ist die Ehe auch für homosexuelle Partner zugänglich. Die zivilen Solidaritätspakte (PACS) in Frankreich sind der traditionellen Ehe in den meisten Rechten und Pflichten faktisch gleichgestellt.

## Legalität
Homosexualität wurde 1791 legalisiert, was 1810 im Code pénal impérial beibehalten wurde. Das Schutzalter wurde unter dem Vichy-Regime auf 21 Jahre für homosexuelle Handlungen angehoben, während es bei heterosexuellen Handlungen bei 13 Jahren blieb (1945 auf 15 Jahre angehoben). 1974 wurde das Schutzalter für homosexuelle Handlungen auf 18 Jahre gesenkt; 1982 wurde es einheitlich auf 15 Jahre festgesetzt.

## Antidiskriminierungsgesetze
Diskriminierungen aufgrund der sexuellen Identität sind seit 1985 im französischen Arbeitsrecht und im Zivilrecht (Code civil) verboten. Homosexuelle Menschen können in der französischen Armee dienen.

## Anerkennung gleichgeschlechtlicher Partnerschaften
PACS (Pacte civil de solidarité) (Ziviler Solidaritätspakt), ein familienrechtliches Institut der Eingetragenen Partnerschaft, wurde 1999 von der Regierung Jospin in Frankreich für gleichgeschlechtliche und verschiedengeschlechtliche unverheiratete Paare gesetzlich zugelassen.
Paare, die eine PACS eingehen, erhalten die meisten Rechte und Pflichten einer Ehe. Das französische Verfassungsgericht entschied, dass die Stiefkindadoption leiblicher Kinder durch gleichgeschlechtliche Paare erlaubt ist.
Jedoch war es ihnen innerhalb der ersten drei Jahre des Eingehens einer PACS verwehrt, Anträge auf Steuererklärungsrückerstattungen zu stellen. Seit 2005 ist das Stellen einer Steuererklärungsrückerstattung PACS-Paaren sofort nach Eingehen einer PACS erlaubt.
Die Ehe hingegen wurde homosexuellen Paaren in Frankreich erst 2013 gesetzlich geöffnet. 2011 brachte erstmals die (damals oppositionelle) Parti socialiste (PS) einen Gesetzentwurf zur Gleichgeschlechtlichen Ehe in die Nationalversammlung ein. Der Gesetzentwurf wurde von den Konservativen in der Nationalversammlung im Juni 2011 abgelehnt. Im Mai 2012 gewann der PS-Kandidat François Hollande die Präsidentschaftswahl; kurz darauf gewann die Linke auch die Parlamentswahlen.

## Anerkennung gleichgeschlechtlicher Ehen
Im Juli 2012 kündigte die französische Regierung für 2013 an, die Ehe für gleichgeschlechtlich Paare zu öffnen. Am 29. Januar 2013 wurde der Gesetzentwurf im Französischen Parlament in Erster Lesung beraten. und am 2. Februar 2013 in der Nationalversammlung in erster Lesung sowie am 12. Februar 2013 in zweiter Lesung einschließlich eines gemeinschaftlichen Adoptionsrechtes angenommen. Im März 2013 demonstrierten 1,4 Millionen Menschen in Paris gegen den Gesetzentwurf.
Der Senat billigte am 9. April 2013 den Entwurf.
Am 23. April 2013 stimmte die Nationalversammlung über das Gesetz ab und nahm es mit 331 zu 225 Stimmen an. Im Verlauf einer zunächst friedlichen Demonstration gegen den Beschluss kam es in Paris zu gewalttätigen Protesten, bei denen Polizisten tätlich angegriffen wurden. Nach Angaben des Innenministers Manuel Valls gehörten die festgenommenen Randalierer rechtsextremen Gruppen an.
Die Oppositionspartei UMP legte Beschwerde gegen das Gesetz vor dem Conseil constitutionnel (Verfassungsrat) ein, die am 17. Mai 2013 vom Gericht abgelehnt wurde. Präsident François Hollande unterzeichnete das Gesetz zur Eheöffnung umgehend. Am 29. Mai 2013 heiratete das erste gleichgeschlechtliche Paar in Montpellier.
Im französischen Territorium Neukaledonien und im französischen Territorium Französisch-Polynesien wurde die Ehe unter gleichgeschlechtlichen Paaren 2013 zugelassen. Auf der  Insel Réunion fand die erste gleichgeschlechtliche Ehe im Juni 2013 statt. Auf der Insel Mayotte erfolgte die erste gleichgeschlechtliche Ehe im September 2013. Auf der karibischen Insel Guadeloupe fand die erste gleichgeschlechtliche Ehe im Juli 2013 statt. Auf der karibischen Insel Martinique fand die erste gleichgeschlechtliche Ehe im Juni 2013 und auf der karibischen Insel St. Martin im Oktober 2013 statt. Auf Saint-Pierre und Miquelon erfolgte im März 2014 die erste gleichgeschlechtliche Ehe. Im August 2013 fand die erste gleichgeschlechtliche Ehe in Französisch-Guayana statt.
Seit Mai 2015 ist die Trauung gleichgeschlechtlicher Paare in der Vereinigten Protestantischen Kirche in Frankreich kirchenrechtlich erlaubt.

## Gesellschaftliche Entwicklung

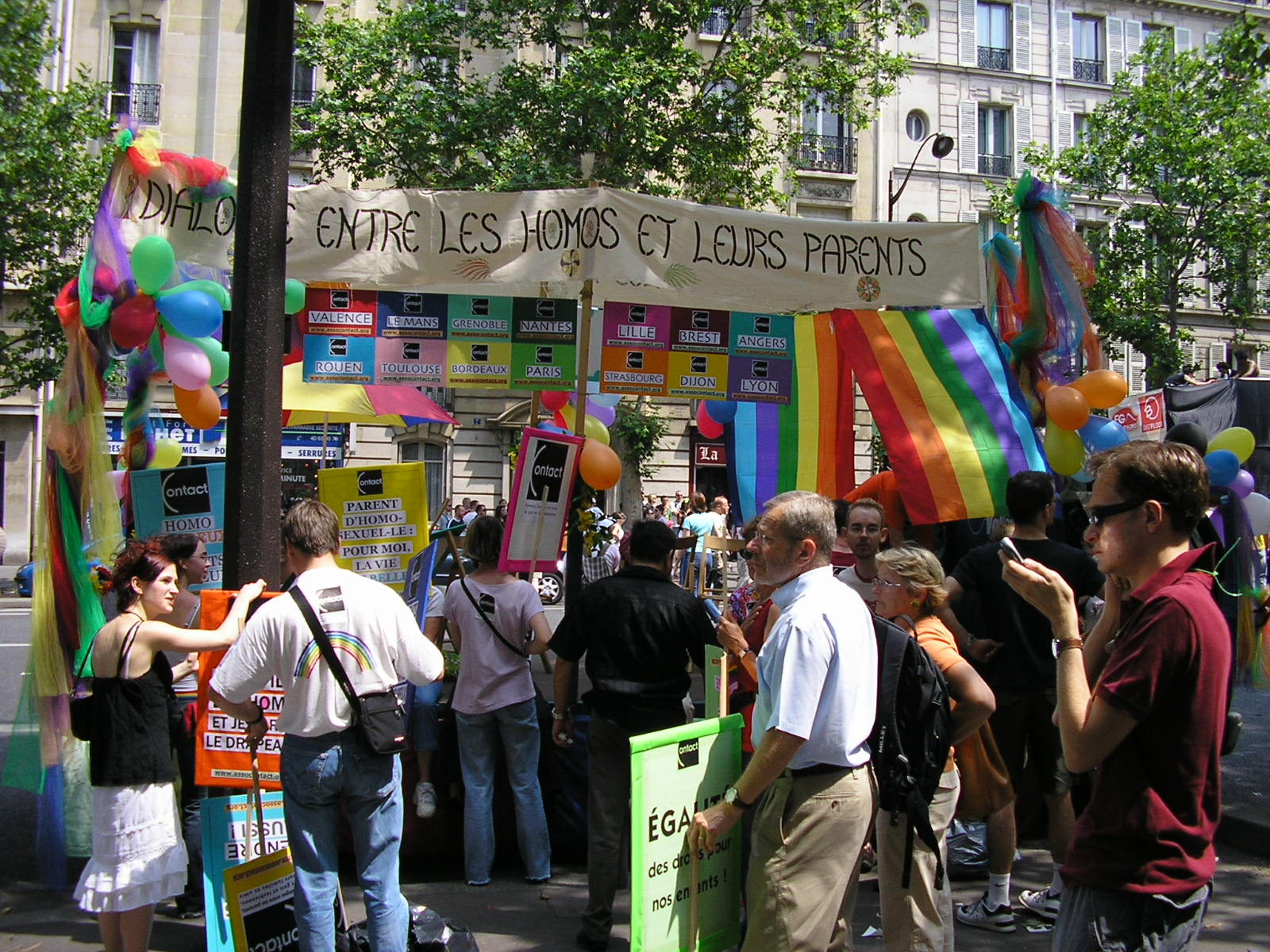
Gay Pride 2005

Homosexuelles Leben fand in Frankreich Anfang des 20. Jahrhunderts vornehmlich in intellektuellen und literarischen Kreisen vor allem in Paris seinen Niederschlag. Auf jede Emanzipationsbewegung reagierte der französische Staat hart. Die erste französische Homosexuellenzeitschrift Inversions (1924/25) wurde durch Gerichtsverfahren zensiert und zerschlagen. 
1997 bewerteten 55 Prozent der Franzosen Homosexualität als „akzeptablen Lebensstil“.
Eine Eurobarometer-Umfrage in allen Mitgliedstaaten der Europäischen Union vom Dezember 2006 zeigte, dass 62 Prozent der Franzosen eine Eheöffnung unterstützen, während 37 Prozent diese ablehnen. 55 Prozent glauben, dass homosexuelle Paare Eltern sein dürfen, während 44 Prozent meinen, dass sie kein Recht zur Adoption haben sollten.